# Weiherstraße 4–6 (Mönchengladbach)

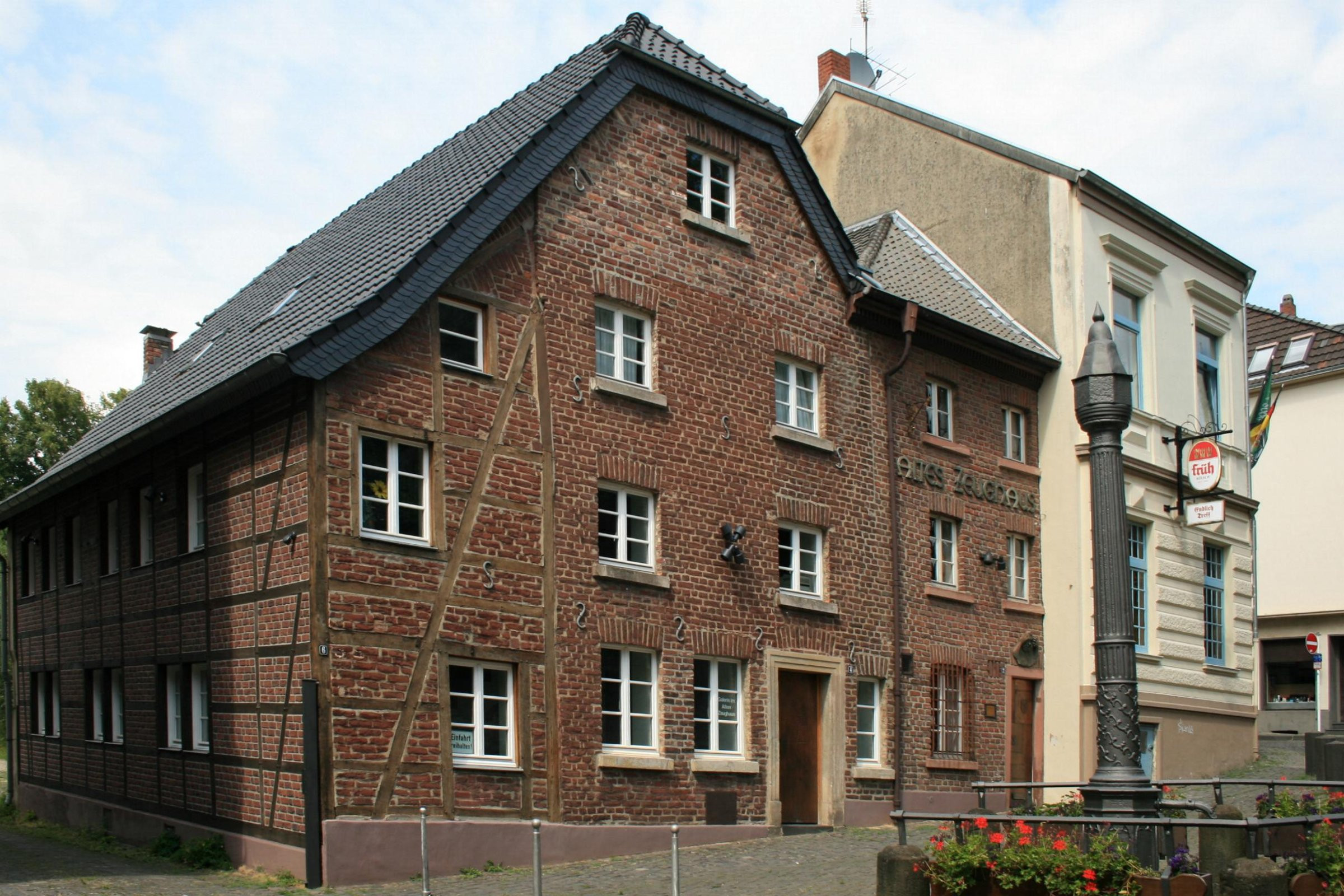
Fachwerkhaus (2010)

Das Fachwerkhaus Weiherstraße 4–6 steht im Stadtteil Gladbach in Mönchengladbach (Nordrhein-Westfalen).
Das Gebäude wurde im 18. Jahrhundert erbaut. Es ist unter Nr. W 014 am 14. Oktober 1986 in die Denkmalliste der Stadt Mönchengladbach eingetragen worden.

## Lage
Die Weiherstraße gehört zu den ältesten Wegführungen der Stadt. Sie verläuft unterhalb des Abteiberges als Verbindung zur Lüpertzender Straße und stammt aus der Zeit des 18. Jahrhunderts. Das Gebäude steht am Beginn der Straße direkt westlich des Rathauses.

## Architektur
Das Haus Nr. 4 und Nr. 6 ist unter einem Dach vereint. Nur bei Haus Nr. 6 ist das Fachwerk noch sichtbar. Die Gefache sind mit Backsteinen ausgemauert. Die Fassade zeigt sich in zwei Geschossen mit einem Dachgeschoss und einem Fenster im Speicherbereich. Erwähnenswert ist die alte Pumpe vor dem Haus. Das Haus ist aus bau- und stadthistorischen Gründen als Denkmal schützenswert.